# Базельский диалект
Ба́зельский диале́кт (самоназв. Baaseldytsch, Baseldytsch, Baseldütsch, нем. Baseldeutsch) — диалект немецкого языка, один из швейцарских диалектов алеманнского ареала. Распространён в городе Базель. Является единственным швейцарским диалектом с характерными чертами нижнеалеманнского.
Старый городской базельский диалект (Baaseldytsch) уже практически не используется в Базеле, хотя современные жители города легко его понимают. Этот диалект восходит к речи высших слоёв базельского общества XIX века (т. н. дайг). Сегодня более распространён новый (повседневный/разговорный) базельский диалект (Baseldütsch) с характерными чертами верхнеалеманнского, которые постепенно проникают и укореняются в диалекте.